# Солидарность (аэропорт)
Центральный коммуникационный порт (пол. Centralny Port Komunikacyjny), известный также как Транспортный узел «Солидарность» (англ. Solidarity Transport Hub), — мегапроект правительства Польши, направленный на строительство нового транспортного узла, который будет находиться между Варшавой и Лодью и развитие транспорта в который входят:
- Аэропорт призванный заменить Варшавский аэропорт имени Фридерика Шопена, расширение которого не представляется возможным из-за проживания в непосредственной близости от него сотни тысяч человек.
- Железные дороги -  на территории страны и узел у аэропорта.
- Автодорог поблизости аэропорта и на территории страны.

Общая стоимость проекта оценивается в 155 млрд. польских злотых(36 млрд. долл. США).

## Аэропорт
Открытие аэропорта запланировано на июнь 2030 года. Первоначально аэропорт должен был иметь две взлётно-посадочные полосы (4000 м × 45 м), но в конечном итоге было решено увеличить их количество до четырёх. Планируется, что на первом этапе аэропорт сможет обслуживать от 34 миллионов пассажиров в год с возможностью дальнейшего расширения.

## Железная дорога
Наиболее приоритетным отрезком является т. н. Игрек, в форме буквы "Y" соединяющий  Варшаву, Лодь, Познань и Вроцлав с аэропортом. Является единственным оставшимся после изменений планов по которому будут ездить скоростные поезда, скоростью которых будет составлять 300-320 км/ч, а общая длина будет составлять 480 км.

## Автомобильные дороги
В планы по автомобильной инфраструктуре входят:
- расширение существующей автострады A2 на одну полосу в обе стороны,
- строительство новых дорог и расширение старых, позволяющие доезд до CKP.[2]